# Диомедонт
Диомедонт (др.-греч. Διομέδων; умер осенью 406 года до н. э., Афины) — афинский политический деятель и военачальник, участник Пелопоннесской войны. Был одним из командующих афинским флотом в битве при Аргинусских островах в 406 году до н. э. Позже его приговорили к смерти за неоказание помощи морякам, погибавшим в этом бою.

## Биография
Диомедонт впервые упоминается в источниках в связи с событиями 412 года до н. э. Тогда он в качестве стратега командовал шестнадцатью кораблями, отправленными из Афин к Хиосу, перешедшему на сторону Спарты во время Пелопоннесской войны. Диомедонт без боя обратил хиосскую эскадру в бегство и захватил четыре корабля без экипажей. Совместно с Леонтом, командовавшим десятью кораблями, он смог сходу взять Митилену на Лесбосе, потом разбил в нескольких сражениях хиосцев и разграбил их поля. Осенью, когда афиняне собирали все свои силы в Ионии на стоянку в Самосе, Диомедонт и Леонт вернулись в Афины. Зимой 412/411 годов до н. э. они вдвоём стали командующими всем флотом, заменив Фриниха и Стромбихида.
Во время кампании 411 года до н. э. Диомедонт и Леонт разбили флот родосцев, воевавших на стороне Спарты. К демократическому движению, охватившему весь афинский флот в 411 году до н. э., Диомедонт относился сочувственно; тем не менее вместе с остальными высшими военачальниками его отрешили от должности сразу после свержения олигархического режима Четырёхсот. Следующее упоминание о нём относится к 407/406 году до н. э.: после отставки Алкивиада Диомедонт снова стал одним из стратегов. С двенадцатью кораблями он пришёл на помощь Конону, осаждённому в Митилене, но был наголову разгромлен эскадрой спартанца Калликратида.
Это поражение заставило афинян сформировать огромную эскадру, включавшую более ста пятидесяти кораблей. Возглавляли её восемь стратегов, в числе которых был Диомедонт. В битве при Аргинусских островах (406 год до н. э.) он командовал пятнадцатью кораблями на левом фланге первой линии, рядом с Аристократом. Афиняне не дали врагу прорвать их боевую линию и одержали полную победу. На военном совете, созванном сразу после боя, Диомедонт предложил направить все силы на помощь экипажам тонущих кораблей, но победило другое предложение — разделить эскадру, чтобы одни спасали гибнущих, а другие преследовали врага. Однако из-за сильной бури оказать необходимую помощь не удалось; афиняне не смогли даже собрать тела для похорон на родине. Из-за этого всех стратегов досрочно лишили полномочий. Было ясно, что в Афинах их ждёт суд, но шестеро из них, включая Диомедонта, всё-таки вернулись на родину. Там по инициативе политиков-демагогов немедленно начался судебный процесс.
Известно, что судили стратегов не в гелиэе, а непосредственно в народном собрании, и самым активным обвинителем был Ферамен. На первом заседании судьи склонялись скорее к оправдательному приговору, но вынесение решения было отложено из-за наступления темноты. В последующие дни ситуация изменилась: во время праздника Апатурий на агору вышли многочисленные родственники погибших при Аргинусах в траурной одежде (по одной из версий, это была всего лишь инсценировка). Народное собрание теперь было настроено однозначно против стратегов, и на втором заседании оно вынесло обвинительный приговор. Все шестеро, включая Диомедонта, были казнены.
Диодор Сицилийский характеризует Диомедонта как «человека решительного образа действий на войне и известного всем выдающейся справедливостью и другими достоинствами». Антиковеды считают такую оценку личности стратега вполне правдоподобной.

## В культуре
Процесс стратегов-победителей описывается в романе Мэри Рено «Последние капли вина» (1956).